# آرثر هستنغز
النقيب آرثر هستنغز (بالإنجليزية: Captain Arthur Hastings)‏ (الحائز على وسام الشرف البريطاني)؛ شخصية خيالية للمؤلفة البريطانية أجاثا كريستي. أعز أصدقاء المحقق البلجيكي هيركيول بوارو. ظهر لأول مرة في رواية القضية الغامضة في ستايلز، ثم ظهر في روايات أخرى متعاقبة من سلسلة روايات هيركيول بوارو، قام فيها بدور السارد غالباً.
يلتقي بوارو هستنغز عند وصوله إلى إنجلترا؛ فيصبح الاثنان صديقين حميمين. ويساعد هستنغز بوارو في العديد من قضاياه بعدة طرق.
هستنغز ضابط سابق في الجيش البريطاني أيام الحرب العالمية الأولى، يمتاز بشجاعة مفرطة، ويقوم بأداء أعمال بدنية لصالح بوارو، من قبيل تعقب المجرمين والإمساك بهم. ويحب بوارو إغاظته بشكل دائم بسبب سذاجته، غير أنه يكن له الكثير من الحب. وقبل زواج هستنغز تشارك الاثنان شقة في وضع يشبه وضع شرلوك هولمز وصديقه جون واطسون.
يمثل هستنغز السيد الإنجليزي الراقي التقليدي، وفيه ملامح من سادة العصر الفيكتوري. يقلق دائماً بشأن «اللعب بطريقة عادلة» عكس بوارو الذي لا يترفع عن الكذب، وقراءة رسائل الآخرين خلسة، واختلاس السمع، وغيرها من الأمور التي لا تلائم السادة المهذبين في سعيه لحل الجرائم. وغالباً ما تروع هذه الأفعال هستنغز الذي يرفض المشاركة فيها.
يميل إلى التصرف بشكل فروسي، وله نقطة ضعف تجاه النساء الجميلات ذوات الشعر الأحمر (توقعه هذه النقطة وبوارو في مشاكل عديدة)، وبرغم تفضيله للشعر الأحمر، وأفكاره الفكتورية حول عدم الزواج من خارج طبقته الاجتماعية، يقع أخيراً في حب ممثلة، ومغنية، ولاعبة أكروبات سوداء الشعر تسمى دولسي دوفين، يقابلها في رواية جريمة في ملعب الغولف، ثاني روايات بوارو الكاملة، ويلعب بوارو دوراً كبيراً في جمعهما معاً.
يستقر هستنغز في الأرجنتين ليدير مزرعة للماشية، ويرزق مع زوجته دولسي التي يدعوها «سندرز» أو «سندريلا» بأربعة أطفال، ولدان وبنتان. ينضم أحد الولدين إلى البحرية الملكية، ويدير الآخر المزرعة مع زوجته. تتزوج ابنته غريسي بضابط إنجليزي يُعين في الهند. تظهر ابنته المفضلة جوديث في رواية بوارو الأخيرة الستارة، وتتزوج د. جون فرانكلين الباحث الطبي وتنتقل معه إلى إفريقيا.
يعود النقيب هستنغز إلى إنجلترا ليزور بوارو بين حين وآخر، كما يظهر في رواية الأربعة الكبار.
لغز بوارو الأخير، الستارة، ينتهي بموت هيركيول بوارو تاركاً هستنغز الحزين والمصدوم منفذاً لوصيته. وفي آخر وصية يتركها له، ويرسلها إليه محاموه بعد أشهر من مماته؛ يشرح بوارو لهستنغز لغز الستارة، وينصحه بالتفكير في الزواج من الآنسة إليزابيث كول/ليتشفيلد. ولسوء الحظ؛ لا يعرف القراء ما إذا كان هستنغز سيعمل بالنصيحة أم لا.
مُثِلت شخصية هستنغز عدة مرات في التلفاز والسينما بواسطة العديد من الممثلين، ومن ضمنهم روبرت مورلي (جرائم الأبجدية، 1965)، جوناثان سيسيل (ثلاثة عشر على العشاء، 1985، مبنى الرجل الميت 1986، وجريمة في ثلاثة فصول، 1986). وأكثرهم شهرة، هيو فريزر الذي أدى دور هستنغز مع ديفيد سيجت في دور بوارو، تقريباً، في كل حلقة من سلسلة أجاثا كريستي بوارو؛ منذ 1989 وحتى 2013.